# Mister Johnson
Mister Johnson ist ein Roman von Joyce Cary aus dem Jahr 1939.
Der Roman beinhaltet viele persönliche Erfahrungen aus der Zeit, als Joyce Cary in Afrika war. Der Autor entwarf eine konzentrierte und geradlinige Geschichte. Diese Geschichte behandelt exemplarisch das konfliktreiche Aufeinandertreffen von europäischem zivilisatorischen Hegemonialstreben und ritualisierter afrikanischer Stammeskultur.

## Handlung
Der Protagonist namens Mister Johnson, ist ein 17-jähriger Nigerianer. Er arbeitet als Sekretär und Büroassistent beim Leiter einer Bezirksstation in einer abgelegenen Fada-Region. Sein Chef ist Mr. Rudbeck. Die Aufgaben, die Mister Johnson zu verrichten hat, macht er zwar gerne, aber mit wenig Konzentration. Er bestiehlt wiederholt die Kasse und den Safe des eigenen Büros; manchmal mit größerem Erfolg und manchmal mit geringerem Erfolg. Er vertröstet seine vielen Gläubiger weit über deren Geduldspanne hinaus. Er leistet Falscheide.
Mister Johnson zeigt größtenteils nur Interesse an Partys und Gelagen, die nicht dem normalen Maß gleichen. Außerdem ist es ihm sehr wichtig, auf sein eigenes Image als echter Advokat der englischen Krone wert zu legen: „Ich Regierungsmann – ich nicht geeignet für Arbeit von gewöhnlichem Mann.“
Er hat eine junge Frau namens Bamu. Sie ist in traditioneller Weise eine ergebene Hausführerin und Trösterin. Mister Johnson besuchte eine Missionsschule.
Seine Frau Bamu und seine Bekannten kommen mit der Vorstellung und seiner europäischen Wertevermittlung nicht klar. Sie verspotten diese und lehnen sie ab.
Bamu verlässt ihn. Zudem wird er von Rudbeck entlassen, weil er illegal Straßenzölle erhoben hat. Bei einem weiteren Versuch das Geld aus der Portokasse zu stehlen ersticht Mister Johnson einen diensthabenden Wachoffizier. Er ist geständig und lässt sich daraufhin festnehmen. Mister Johnson wird durch die Protektoratsregierung zum Tode durch den Strang verurteilt. Rudbeck erfüllt ihm seinen letzten Wunsch, denn Mister Johnson möchte statt durch einen Strick durch einen schnellen Pistolenschuss sterben.
Johnson möchte allen gerecht werden und arbeitet deshalb sehr motiviert und übereifrig. Allerdings hat er keine eigene Meinung und leitet seine Selbstbestätigung und sein Selbstwertgefühl allein aus dem Lob von seinen englischen Vorgesetzten ab.
Er lebt stets nach dem „Radfahrerprinzip“. Das heißt „nach oben buckeln, nach unten treten.“
Bekommt er Aufträge von seinem Vorgesetzten Rudbeck, erfüllt er diese mit sehr großem Stolz und guter Laune.
Die Figur im Roman verliert nie ihre Naivität und ihre Schicksalsergebenheit. Johnson kann den Konflikt mit seinen eigenen Landsleuten durch seine Rolle als deren Aufseher strafende Instanz und auch Denunziant nicht erkennen. Mister Johnson scheitert letztlich daran, dass er sich am Wertesystem der europäischen Kolonialmacht orientiert. Die europäische Kolonialmacht begegnet ihm mit Ungeduld und Mitleid, mit Unverständnis und Gleichgültigkeit.
Der Roman ist ein Meilenstein auf dem Weg zur zeitgenössischen Debatte um Kolonialismustheorien. Der Roman begegnet dem Afrikaner mit einer Mischung aus herablassend- wohlwollender Sympathie und rechthaberischer Schärfe.

## Verfilmung
1990 fand die Verfilmung durch Bruce Beresford (Regie) und William Boyd (Drehbuch) statt.
Der Film wurde im April 1991 in den Vereinigten Staaten veröffentlicht. Er wird dem Filmgenre „Drama“ eingeordnet. Gedreht wurde der Film unter anderem in Kano, Kano State in Nigeria. Die Filmlänge beträgt 101 Minuten.
Die Hauptdarsteller des Films sind:
| Maynard Eziashi | … | Herr Johnson  |
| Pierce Brosnan  | … | Harry Rudbeck |
| Edward Woodward | … | Sargy Gollup  |
| Beatie Edney    | … | Celia Rudbeck |

Der Film spielt im Jahre 1923. Es kommt zwischen britischen Imperialisten und einem schwarzen Mann zu einem Zusammenprall der Kulturen. Dieser schwarze Mann heißt Mister Johnson und ist eine merkwürdige Persönlichkeit. Er ist ein gebildeter Schwarzer, der sich weder zu den Eingeborenen noch zu den Briten gehört. Mister Johnson arbeitet für den örtlichen britischen Amtsrichter. Johnson hält sich für einen Engländer, jedoch war er noch nie in England. Er ist zielstrebig und versucht immer weiter zu kommen in seinem Leben.

## Ausgaben
Das Werk „Mister Johnson“ wurde 1954 im Hamburger „Krüger Verlag“ veröffentlicht. Das Werk umfasst 252 Seiten.
Ebenfalls 1954 erschien „Mister Johnson“ im Verlag „Deutsche Hausbücherei“ in Hamburg. Der Roman umfasst 300 Seiten.
1960 erschien im Verlag „Dt. Buchgemeinschaft“, Berlin/Darmstadt/Wien die Ausgabe „Mister Johnson“ mit 302 Seiten.
Im Verlag „Reinbek b. Hamburg/Rowohlt“ 1961 ein Werk „Mister Johnson“ mit 227 Seiten.